# Igor Mielech
Igor Mielech – podpułkownik, oficer wywiadu radzieckiego GRU, zdemaskowany podczas pracy w ONZ-ecie w Nowym Jorku.
Absolwent Szkoły Języków Obcych Ministerstwa Bezpieczeństwa Państwowego (MGB) i wykładowca Wojskowej Akademii Dyplomatycznej. Od 1958 w Stanach Zjednoczonych, zatrudniony w sekretariacie ONZ. W orbitę zainteresowania kontrwywiadu amerykańskiego (FBI) dostał się z racji stosunków z inwigilowanym już wcześniej Williamem Hirschem (ps. John Gilmore). 23 października 1958 roku obaj spotkali się w Chicago z człowiekiem określanym przez FBI jako Agent X, któremu Mielech zaproponował 200 dolarów za dostarczenie zdjęć lotniczych i map rejonu Chicago. Po dwóch kolejnych kontaktach z podwójnym agentem, FBI, 27 października 1960, aresztowało w Nowym Jorku zarówno Mielecha, jak i Hirscha. Oskarżono ich o spiskowanie w celu uzyskania informacji dotyczących obrony narodowej, aby przekazać je Związkowi Radzieckiemu.
Igor Mielech, którego nie chronił immunitet dyplomatyczny, po krótkim pobycie w więzieniu został zwolniony za kaucją i z zakazem opuszczania Manhattanu. Nie wytoczono mu procesu, w końcu został zwolniony, pod warunkiem, że opuści Stany Zjednoczone, co uczynił 8 kwietnia 1961 roku. Hirsch pozostał w więzieniu. Prasa amerykańska krytykowała zlekceważenie przez administrację ówczesnego prezydenta Kennedy’ego zarzutów przeciwko Mielechowi.
Choć prezydent John F. Kennedy zaprzeczał, to wydaje się, że istniał związek między sprawą Mielecha a uwolnieniem dwóch amerykańskich lotników, ocalałych po zestrzeleniu ich samolotu B-47 Stratojet w wersji ELINT nad Morzem Barentsa przez radzieckie myśliwce 1 lipca 1960 roku.
Jak się następnie okazało, z owej wymiany szpiegów skorzystał również Hirsch.